# Alice et les Chaussons rouges
Alice et les Chaussons rouges (titre original : The Scarlet Slipper Mystery, littéralement : Le Mystère du chausson écarlate), est le trente-deuxième roman de la série américaine Alice (Nancy Drew en VO) écrit par Caroline Quine, nom de plume collectif de plusieurs auteurs. L'auteur de ce roman est Charles S. Strong. 
Aux États-Unis, le roman a été publié pour la première fois en 1954 par Grosset & Dunlap, New York. En France, il est paru pour la première fois en 1961 aux éditions Hachette Jeunesse dans la collection « Bibliothèque verte » sous le no 196. Il n'a plus été réédité en France depuis 1974. 
Dans ce roman, Alice Roy fait la connaissance de Franz et Nora Toulaine, deux jeunes Caréniens récemment réfugiés en Amérique. D'anciens compatriotes les accusent d'avoir détourné une fortune confiée à leur garde au moment de leur émigration. Les Toulaine finissent par disparaître : coupables, ont-ils pris la fuite ? Ou bien, innocents, ont-ils été enlevés ? Alice va tirer l'affaire au clair. 

## Résumé
Remarque : le résumé est basé sur les éditions cartonnées non abrégées parues de 1961 à 1974 en langue française.
Alice Roy s'en revient de New York où elle a passé des vacances chez sa tante Cécile Roy. Dans l'avion quadrimoteur qui la ramène à River City, et alors que l’appareil s'approche de l’aérodrome, le passager assis à ses côtés, un homme de nationalité carénienne, panique quand il s'aperçoit qu'un des moteurs vient de tomber en panne. La jeune fille le rassure et, de fait, l'appareil se pose sans heurt sur la piste atterrissage. 
Les cousines germaines Bess et Marion sont venues accueillir leur amie Alice à l’aérodrome. Sur le chemin de retour, elles expliquent qu'elles reviennent tout juste d'un cours à l'école de danse qui s'est récemment ouverte à River City et où elles se sont inscrites. L’école est dirigée par de jeunes danseurs très sympathiques, Franz et Nora Toulaine, un frère et une sœur arrivés récemment de Paris. 
Bess se rappelle soudain avoir oublié son sac à l'école de danse : le trio retourne donc sur les lieux et trouve Nora Toulaine en pleurs. Compatissante, Alice lui offre de l'aider. Nora explique alors que son frère Franz et elle-même ne sont pas français mais des réfugiés de Carénie. Et elle leur montre une lettre de menaces qu'elle vient de recevoir et qui somme le couple de partir sous peine de mort. Nora explique encore qu'ils avaient dû quitter la France après la réception de la même lettre de menace... Alice remarque, accrochés au mur du bureau de Franz et Nora, une paire de chaussons de danse en satin rouge. « C'est un souvenir de notre mère décédée, explique Nora. Elle était la célèbre danseuse de ballet Lise Bellini. »
Avec l'accord de son père, Alice décide de cacher Franz et Nora chez elle. Peu de temps après, Mme Bond, une voisine des Roy, vient se plaindre auprès d'Alice de ce que M. Hilly le bijoutier lui a vendu une statuette fêlée qu'il ne veut ni rembourser ni échanger. Alice se rend chez le bijoutier, qu'elle sait honnête homme. Celui-ci montre à la jeune fille un lot de six statuettes identiques à celle vendue à Mme Bond, lot qu'il a acheté tout récemment. En les examinant, Alice remarque que toutes les statuettes sont fêlées. Une idée lui vient ; elle insère la lame dans la fêlure : la statuette s'ouvre en deux, découvrant une cavité. Alice ouvre alors toutes les autres statuettes. Dans l'une d'elles se trouve un papier qui porte le numéro suivant : 10 561-B-24. Perplexe, Alice se demande ce que cela peut bien signifier. Elle pense à un code et, à l'aide d'un manuel de décodage, tente vainement de le déchiffrer.
L'absence des Toulaine pose de nombreux problèmes au sein de l'école de danse, école qu'Alice n'a pas voulu fermer afin de ne pas éveiller les soupçons de leurs ennemis. Bess et Marion proposent de s'occuper des cours des jeunes enfants, et Alice demande à une amie danseuse professionnelle d'assurer les cours des adultes. 
Franz, qui souhaite dédommager les Roy de leur hospitalité, offre à Alice de peindre son portrait. La jeune fille accepte et c'est avec plaisir qu’elle se plie aux séances de poses. 
À l'école de danse, un homme vient questionner Alice sur les Toulaine. Comme la jeune fille refuse de lui répondre, l'individu lui lance des menaces. Quelque temps après, c'est au tour d'une femme de se présenter à l'école de danse et de demander après Franz et Nora. Elle dit s’appeler Mme Ludo et prétend être l'amie des Toulaine. Alice ne voulant rien dire, l'inconnue pousse la jeune fille dans les escaliers. Alice tombe au bas des marches et se foule la cheville. Décidée à retrouver la méchante Mme Ludo, la jeune détective fait le tour des hôtels et pensions de famille de River City et des environs. 
Un certain Georges Clapp, de nationalité carénienne, se présente chez James Roy, le père d'Alice, pour soumettre un cas à l'avoué : au cours d'un vol en avion, M. Clapp avait pris par erreur la serviette en cuir d'un autre passager. M. Clapp avait aussitôt expédié par la Poste la serviette à son propriétaire légitime dont les noms et adresse figuraient dans la serviette : M. Buzby, à New York. Or M. Clapp a récemment reçu un coup de fil de River City d'un homme qui lui a dit être le vrai propriétaire de la serviette, qu'il s’appelait David Ludo et qu'il demeurait dans l'immeuble de la Pépinière, avenue du Midi. « Ce David Ludo, continue M. Clapp, a menacé de me poursuivre en justice pour dommages et intérêts à la suite de la divulgation de documents confidentiels à son concurrent en affaires, M. Buzby, à qui j'ai expédié la serviette. Je me suis rendu à l'adresse qu'il m'a donné, mais David Ludo a récemment quitté l'immeuble. »
L'histoire de M. Clapp cause une vive surprise à Alice. Ce David Ludo aurait-il un lien avec la Mme Ludo qui l'avait agressée ? La jeune fille décide de prendre le risque de présenter M. Clapp aux Toulaine, qui sont ravis de rencontrer un compatriote.
Tous ces événements convainquent les Roy qu'il est préférable de transférer Franz et Nora dans une cachette plus sûre. Les parents de Ned Nickerson, l'ami d'Alice, offrent de prêter au frère et à la sœur leur chalet d'été situé au bord du lac des Biches. Tous se rendent sur les lieux afin d'aider les Toulaine à s'installer. Seule Sarah reste à la maison. Un inconnu fait soudain irruption chez les Roy ; il porte un loup et exige de Sarah qu'elle lui révèle la cachette des Toulaine. Sarah refuse. L'inconnu ligote et bâillonne la vieille femme. De retour à la maison, Alice et son père sont effarés de ce qui vient d'arriver à leur gouvernante.
À l'école de danse, une femme vêtue d'un déguisement vole les chaussons de danse accrochés au mur. Alice tente de l'arrêter mais la voleuse lui échappe. En apprenant la nouvelle, Nora est atterrée : elle tenait beaucoup à ce souvenir de sa mère. 
Franz apprend à Alice qu'à Paris, il lui avait été passé commande d'une série de douze toiles de peinture représentant chacune une posture différente de ballerine. Sa sœur Nora avait posée pour lui. Dans la dernière toile, elle avait posé avec les chaussons de danse rouges de sa mère. La commande, explique Frantz, avait été passée par un Thomas Reno, marchand de tableaux. Fort de cette information, James Roy enquête de son côté et apprend que M. Reno a quitté la France à la suite de diverses plaintes déposées à son encontre, et que la police française le recherche. Le service des douanes informe James Roy que les douze tableaux peints par Franz sont entrés sur le territoire américain...

## Personnages

### Personnages récurrents
- Alice Roy, dix-huit ans, détective amateur blonde, fille de James Roy, orpheline de mère.
- James Roy, avoué[3] de renom, père d'Alice Roy, veuf.
- Bess Taylor, jeune fille blonde et rondelette, une des meilleures amies d'Alice.
- Marion Webb, jeune fille brune et sportive, cousine germaine de Bess Taylor et une des meilleures amies d'Alice.
- Ned Nickerson, jeune homme brun et athlétique, ami et chevalier servant d'Alice, étudiant à l'université d'Emerson.
- Sarah, la fidèle vieille gouvernante des Roy, qui a élevé Alice à la mort de sa mère.
- Togo, le petit chien fox-terrier d'Alice.

### Personnages spécifiques à ce roman
- Franz Toulaine (Henri Fontaine en VO), jeune réfugié de Carénie (Centrovia en VO), peintre et danseur, récemment arrivé aux États-Unis.
- Nora Toulaine (Helene Fontaine en VO), danseuse de ballet carénienne, sœur de Franz, récemment arrivée avec lui aux États-Unis.
- Mme Ludo (Mrs. Judson en VO).
- David Ludo (Mr. Judson en VO), époux de Mme Ludo.
- Georges Clapp (Mr. Koff en VO), vieux Carénien.
- Millie Clapp, fille de Georges Clapp, jeune danseuse.
- Thomas Reno (Thomas Renee en VO), marchand de tableaux.
- M. Hilly, bijoutier de River City.
- Mme Bond, voisine des Roy.

## Remarque
Les protagonistes de ce roman, Franz et Nora Toulaine, sont décrits comme étant des réfugiés originaires de Carénie (« Centrovia » en version originale). C'est un pays fictif choisi par l'auteur pour désigner un pays d'Europe centrale. À l'époque où est écrit le roman (1954), de nombreux pays d'Europe centrale et d'Europe de l'Est sont sous dictature communiste.La situation politique mondiale n'étant plus la même aujourd'hui, cela peut expliquer la raison pour laquelle ce roman n'a plus été réédité en France.[réf. nécessaire]

## Éditions françaises
- 1961 : Alice et les Chaussons rouges — Hachette, coll. « Bibliothèque verte » no 196, cartonné, texte original. Illustré par Albert Chazelle. Traduit par Hélène Commin. 252 p.
- 1975 : Alice et les Chaussons rouges — Hachette, coll. « Idéal-Bibliothèque », cartonné, texte abrégé. Couverture illustrée par Guy Maynard. Traduit par Hélène Commin. 25 chapitres. 189 p.